# Jodentelling

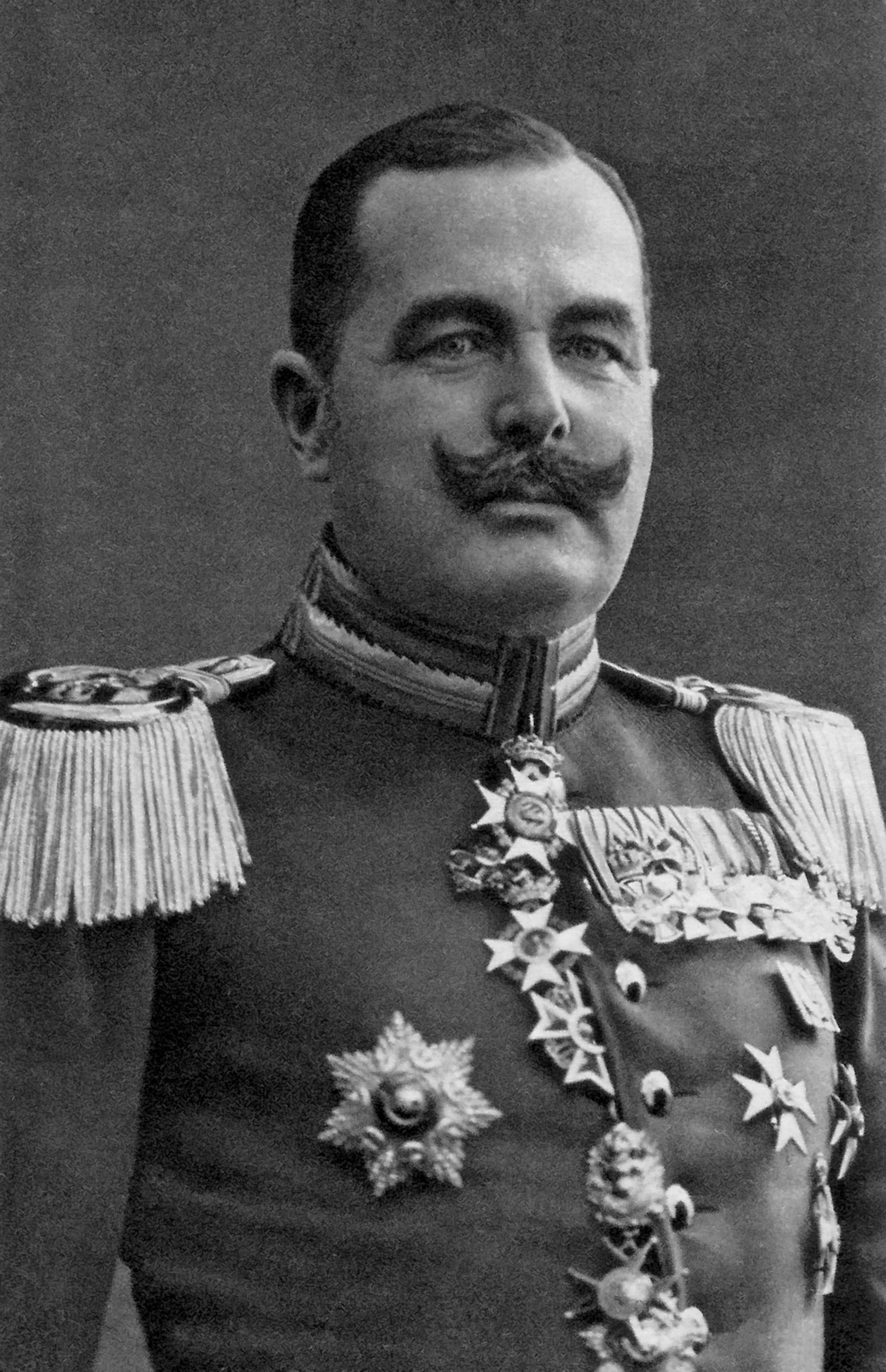
Adolf Wild van Hohenborn

De Jodentelling (Duits: Judenzählung of Judenstatistik) was een statistisch onderzoek naar het aandeel Joden in het Duitse leger tijdens de Eerste Wereldoorlog, uitgevoerd vanaf 1 november 1916 in opdracht van het Pruisische ministerie van Oorlog. Het was een reactie op toenemend antisemitisme en het wakkerde dergelijke gevoelens ook aan. Het doel was in het bijzonder te bepalen hoeveel Joden er in het leger dienden en hoeveel er gesneuveld waren.
Tijdens de oorlog verspreidden zich geruchten dat de Joden zich onttrokken aan de dienstplicht of postjes kregen achter het front (de zogenaamde Drückebergerei). Deze vooroordelen waren aanwezig in het officierenkorps en werden verspreid in propaganda van antisemitische verenigingen, partijen en media. De Pruisische oorlogsminister Adolf Wild von Hohenborn nam op 11 oktober 1916 het besluit dat de Oberste Heeresleitung gelastte met de Jodentelling. Het was de eerste keer in decennia dat de overheid een antisemitische maatregel nam. De actie was zeer polariserend en werd in februari 1917 stopgezet.
De resultaten van het onderzoek werden nooit vrijgegeven, wat veel wrok wekte in Joodse kringen. De antisemiet Alfred Roth publiceerde in 1919 onder pseudoniem het boekje Die Juden im Heere, waarin hij zich beriep op ambtelijke bronnen om een Joodse ondervertegenwoordiging aan te tonen. Minister van Defensie Otto Geßler verklaarde dat de cijfers juist waren, hoewel de officiële resultaten nog altijd geheim werden gehouden. Daarop publiceerde Jacob Segall in 1922 de gedetailleerde cijfers van het comité voor oorlogsstatistiek, een vereniging die door vooruitziende Joodse organisaties aan het begin van de oorlog was opgericht. Ze toonden aan dat de Joden in nagenoeg gelijke mate hadden gestreden als de niet-Joden. Zelfs het aantal oorlogsvrijwilligers – ongeveer tienduizend op een gemeenschap van circa 550.000 personen – lag mooi in verhouding. Het patriotisme in de Joodse gemeenschap was dan ook even sterk geweest als in de rest van de samenleving.
De Reichsbund jüdischer Frontsoldaten gaf hieraan zoveel mogelijk bekendheid en in oktober 1932 presenteerden ze aan president Paul von Hindenburg een gedenkboek met 11.000 namen van gesneuvelden. Maar de verdachtmaking dat de Joden zich hadden 'gedrukt' was al lang genesteld en hun stigma van verraders en interne vijanden bleef voortleven, in het bijzonder in de dolkstootlegende en de rol van het internationale Jodendom daarin.

## Voetnoten
1. ↑  Nachweisung der beim Heere befindlichen wehrpflichtigen Juden
2. ↑  Jacob Segall, Die deutschen Juden als Soldaten im Kriege 1914–1918. Eine statistische Studie, 1922